# Udo Lattek
Udo Lattek (Bosemb, 1935. január 16. – Köln, 2015. február 1.) német labdarúgócsatár, edző, szakértő.
14 országos címével Lattek a történelem egyik legsikeresebb szakvezetője, főleg német csapatokkal, különösen a Bayern Münchennel, ért el sikereket. További sikereket ért el a Borussia Mönchengladbach és az FC Barcelona csapataival. Edzette a Borussia Dortmundot, a Schalke 04-et és az 1. FC Kölnt is. Giovanni Trapattoni mellett ő az egyetlen edző, aki mindhárom európai sorozatot megnyerte, ő az egyetlen, aki ezt három különböző csapattal érte el.